# 中央大道海河隧道
中央大道海河隧道是一条位于中国天津市滨海新区连接于家堡和响螺湾的地下交通通道。该工程全长为4.2公里，隧道全长为3.38公里，双向6车道。该隧道的投资方为天津市滨海建投集团。

## 链接
- 于家堡